# トマス・ムーア (詩人)

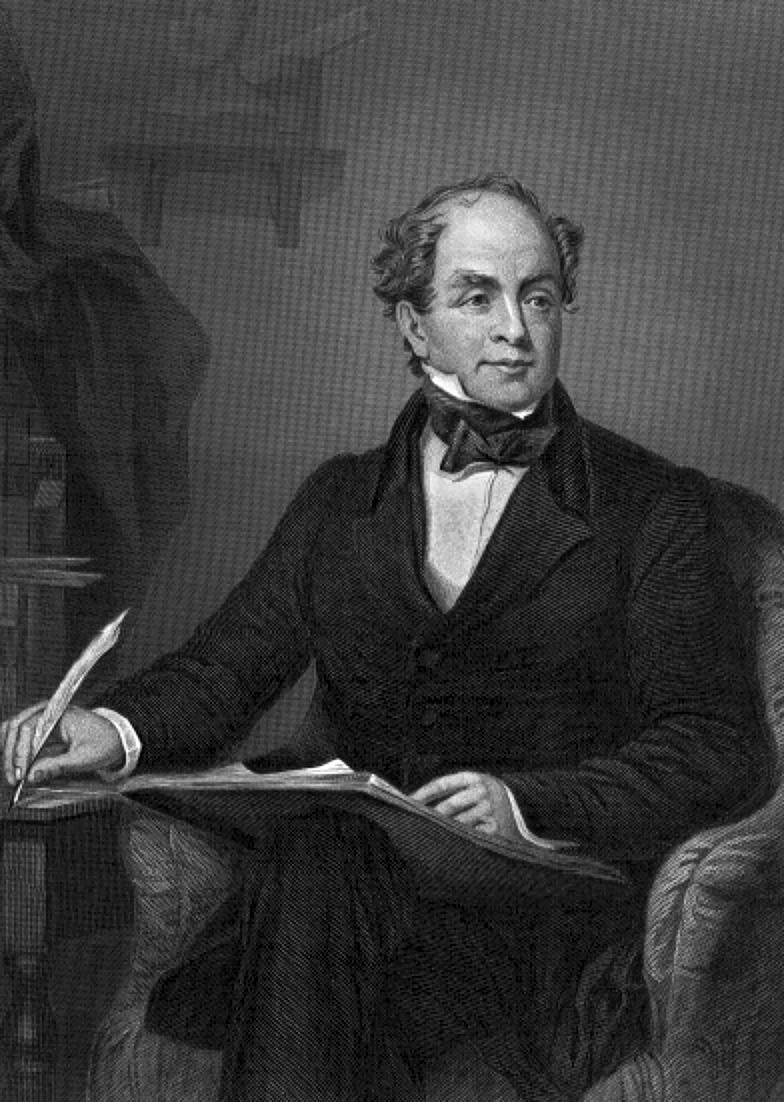
トマス・ムーア

トマス・ムーア（姓はムア、モアとも、Thomas Moore、1779年5月28日 - 1852年2月25日）は、アイルランドの詩人で、アイルランド古謡に英語の歌詞を加えた『アイリッシュ・メロディー』（Irish Melodies、アイルランド歌曲集とも）の作詞者として知られる。イングランドではムーアは政治的に貴族的なホイッグ党の作家と考えられたが、アイルランドではカトリックの愛国者とされた。
今日では『アイリッシュ・メロディー』（とくに「ミンストレル・ボーイ」や「夏の名残のばら」（日本では「庭の千草」の歌詞でも知られる））の作詞者として、あるいは友人だったバイロンの回想を廃棄した人間として記憶されている。

## 生涯
ムーアはダブリンに生まれ、14歳のときに文芸雑誌『Anthologia Hibernica』に自作の詩が掲載された。1795年にダブリン大学トリニティ・カレッジに入学し、母親の意向に従って法学を学んだ。在学中にロバート・エメットおよびエドワード・ハドソンとの交友を通じて、1797年にはアイルランド王国をグレートブリテン王国に併合しようとする当時の動きに抵抗するように学生たちに訴える文章を書いた。
ムーアはエメットの友人ではあったが、エメットとハドソンによるアイルランド人連合には加わらず、1798年のアイルランド一揆や、エメットが処刑された1803年のアイルランド一揆には参加しなかった。ムーアは1808年の歌「おお、彼の名を囁くなかれ (O, Breathe Not His Name)」において絞首刑になったエメットを追悼している。1817年の長詩『ララ・ルック』においても婉曲な表現でエメットに言及している。
1799年、ムーアはロンドンのミドル・テンプルで法律の学習を続けた。初代ドニゴール侯爵アーサー・チチェスターの未亡人でベルファストの地主であったバーバラを含むロンドンのアイルランド人コミュニティーが彼を援助した。
1800年、ムーアはアナクレオンのオードの翻訳を出版し、またコミックオペラ『ジプシー王子』 (The Gypsy Prince) のリブレットを書いた（この作品はマイケル・ケリー (Michael Kelly (tenor)) が作曲してシアター・ロイヤル・ヘイマーケットで上演された）。
1801年には仮名で詩集『故トマス・リトル氏詩集 (Poetical Works of the Late Thomas Little Esq.)』を出版した。仮名を使ったのはそのエロティシズムのためかもしれない。接吻や抱擁の賛美は当時の作法の基準をはみだすものだった。この詩集は比較的成功したが、ヴィクトリア朝時代に基準が厳格化すると出版できなくなった。
1803年、第2代モイラ伯爵フランシス・ロードン＝ヘイスティングズの寵愛を受けて、ムーアはバミューダ諸島の海事賞金裁判所のポストに就いたが、バミューダでの生活は退屈で、ムーアは半年後に代理を立てて自分は北米各地を旅行し、当時の大統領だったトーマス・ジェファーソンを含む人々と交際した。
1804年に帰国後、1806年に『Epistles, Odes, and Other Poems』を出版した。この書物を批判したフランシス・ジェフリーとは決闘になったが、その後ふたりは親友になった。しかしながら決闘に使った銃に弾がはいっていなかったという噂にムーアは悩まされた。バイロンが1809年の風刺詩『イングランド詩人とスコットランド批評家』 (English Bards and Scotch Reviewers) でこのことを揶揄したため彼とも決闘に及びかけたが、後に和解してバイロンとも生涯友人であり続けた。
1808年から1810年にかけて、毎年ムーアはアイルランドのキルケニーの舞台に出演した。共演していたベッシーことエリザベス・ダイクとムーアは1811年に結婚した。夫妻ははじめロンドン、ついでレスターシャーのケグワース、モイラ伯爵の土地であるスタッフォードシャーのメイフィールド・コテージを経て最終的に別の親友・パトロンであった第3代ランズダウン侯爵ヘンリー・ペティ＝フィッツモーリスの本拠地に近いウィルトシャーのスローパートン・コテージに住んだ。夫妻は5人の子（男2人と女3人）をなしたが、いずれも両親よりはやく没している。
1818年、バミューダでムーアが立てた代理が6000スターリング・ポンドを横領したことが判明し、ムーアは債務者監獄から逃がれるためにジョン・ラッセルとともにフランスに逃亡した（ラッセルは後にホイッグ党のイギリス首相をつとめ、またムーアの記事や手紙を編集している）10月にはヴェネツィアでバイロンに会っている。バイロンはムーアに回想の原稿を委ね、ムーアはバイロンの没後にそれを出版することを約束した。パリには1年以上住んだが、ランズダウン侯爵の助けによってバミューダの債務の一部が清算されたことを知るとスローパートン・コテージに戻った。
ムーアはホイッグ党の友人やパトロンのために政治的風刺詩を書いた。彼が『The Morning Chronicle』誌上で摂政皇太子（後のジョージ4世）を風刺した文章は『2ペンスの郵便袋』（1813年）にまとめられている。ムーアの風刺のもう一人の主要な対象は外務相のカースルレー卿で、中でも韻文の小説『パリのファッジ家』（1818年）は広く読まれて続編も書かれた。
ムーアは1世紀前のジョナサン・スウィフトと同様の役割を果たした。ムーアの『キャプテン・ロックの回想』（1824年）は民間伝承的な人物であるキャプテン・ロック (Captain Rock) を借りて、相次ぐイングランド人の入植によって土地を失ったアイルランドの歴史を語る。刑罰法後期の時代にはキャプテン・ロックの家族はみじめな入札小作人 (Cotter (farmer)) の階級にすぎなくなっていた。アングロ・アイリッシュの地主による重い要求に対してロックの父子は「徴税人を襲い、地主を脅迫する小作人の陰謀団」の領袖になる。
9年の年月を費して書かれた『リチャード・ブリンズリー・シェリダンの回想』（1825年）は人気を得て版を重ね、ムーアの評判を高めた。『エドワード・フィッツジェラルド卿の生涯』（1831年）では、作者本人の回想によると「1798年の反乱者―わが国の「最後のローマ人たち」―の弁明」の作と彼は考えていた。1835年から1846年までかけて出版された全4巻の『アイルランド史』ではイングランドによる支配をさらに深く告発しているが（カール・マルクスはアイルランドの歴史についての注釈においてこの書物を利用している）、成功作とはならなかった。ムーアはこの書物に学術上の欠陥があることを認めている。
1840年代後半（アイルランドがジャガイモ飢饉に襲われた時期）にムーアは衰弱しはじめ、1849年12月に突然老衰の症状が現れた。1852年2月25日に72歳で没したが、妻、5人の子供たちすべて、および友人のほとんどはそれより先に死んでいた。ムーアはウィルトシャーのディヴァイジズ近くのブロマム (Bromham, Wiltshire) の教会付属墓地に埋葬された。ムーアの管財人に指定されたラッセル前首相は、故人の遺志に基いて1853年から1856年にかけて遺文を『トマス・ムーア回想・日記・書簡集』（Memoirs, Journal, and Correspondence of Thomas Moore, 全8巻）として出版した。

## 記念

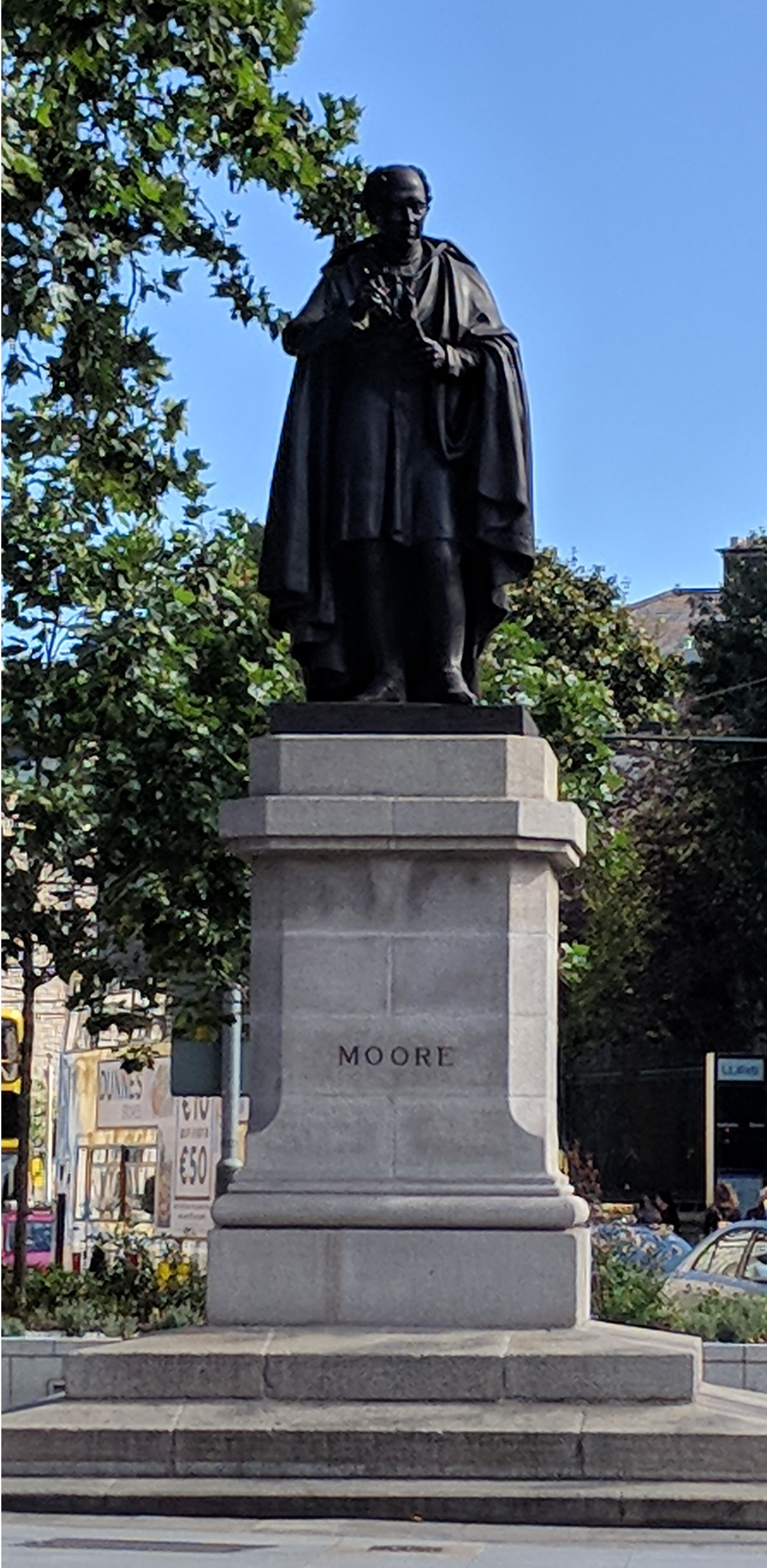
ダブリンのムーア像

- ムーアは、アイルランドの国民詩人としばしば考えられ[27]、スコットランドにおけるロバート・バーンズと同様の地位を占める。ムーアの生まれたダブリンには記念の銘板が、ニューヨークのアボカ川 (River Avoca) 合流点およびセントラル・パークには胸像が、ダブリン大学トリニティ・カレッジ近くには銅像が建てられている。ダブリンのウォーキンズタウンでは一連の街路に有名な作曲家の名前がつけられているが、その中にトマス・ムーア・ロードがある。
- 多数の作曲家がトマス・ムーアの詩に作曲した。その中にはルートヴィヒ・ヴァン・ベートーヴェン、ガスパーレ・スポンティーニ、ロベルト・シューマン、フリードリッヒ・フォン・フロトー、フェリックス・メンデルスゾーン、エクトル・ベルリオーズ、チャールズ・アイヴズ、ウィリアム・ボルコム、ベンジャミン・ブリテン、アンリ・デュパルクらが含まれる。
- ジェームズ・ジョイスの作品ではしばしばムーアの歌を引用している。たとえば『ダブリン市民』中の「二人の伊達男」では「Silent, O Moyle」を[28]、『ユリシーズ』では「夏の名残のばら」を引用している。

## ララ・ルック
1817年に出版された長詩『ララ・ルック』 (Lalla Rookh) は韻文と散文の混じった東洋趣味の物語である。枠物語形式を取り、王女ララ・ルックがブハラの王子と結婚するためにカシミールを旅するが、道中で出会った吟遊詩人フェラモルズと恋に落ちる。しかし実はフェラモルズこそ結婚相手のブハラ王子であった、という内容の枠物語の中にフェラモルズが歌う4つの物語（ホラサンの覆面預言者、楽園とペリ、拝火教徒、ハラムの光）が挿入される:91。とくに第3話の「拝火教徒」ではイスラム教徒と拝火教徒の抗争を扱い、追いつめられ滅びゆく弱小民族の抵抗の過程を共感と同情をこめて語っている:91。
ロングマンが『ララ・ルック』出版の前金として3000ポンドを支払ったことは大きな話題となった:47。
発表当時『ララ・ルック』は国際的に人気があり、ロベルト・シューマンがこの物語をもとに書いた『楽園とペリ』（1843年）は現在も演奏される:95。

## アイリッシュ・メロディー
出版者ジェームズ・アンド・ウィリアム・パワーの依頼に答えて、ムーアはハイドンがイギリス民謡を編曲したのと同様のやり方で、ジョン・アンドルー・スティーヴンソン (John Andrew Stevenson) を編曲者としてアイルランド民謡に作詞した。音楽の主な素材はトリニティ時代にエドワード・ハドソンから教えられたエドワード・バンティング (Edward Bunting) 『アイルランド古謡総集』(A General Collection of the Ancient Irish Music, 1797)を使用した。『アイリッシュ・メロディー』は全10巻および補遺からなり、1808年から1834年までの26年間かけて出版された。スティーヴンソンが1833年に没したため、最終巻はヘンリー・ビショップが編曲している。
『アイリッシュ・メロディー』は大変な成功を収めた。「夏の名残のばら」、「ミンストレル・ボーイ」、「春の日の花と輝く」、「Oft in the Stilly Night」などは非常に人気があり、英語の替え歌のみならずドイツ語・イタリア語・ハンガリー語・チェコ語・フランス語にも翻訳され、1830年に出版されたベルリオーズの『アイルランド歌曲集』作品2 (fr:Irlande (Berlioz)) はフランス語訳に作曲したものである。アメリカ合衆国において『夏の名残のばら』は100万部以上売れた。

## バイロンの回想
ムーアはバイロンの回想が下品であると説得されてそれを廃棄したとされ、同時代の人々から非難の対象にされた。現代の学者は非難の矛先を別の箇所に求める。
1821年、バイロンの許可のもとでムーアは3年前に託された回想を出版者のジョン・マレーに渡した。ムーアはこの本に「非常に下品な内容」が含まれていることを認めていたが、バイロンが1824年に没した後にマレーがこの本の出版を見合わせたと知るとムーアは決闘で決着をつけようとした。しかしバイロンの妻、バイロンの異母姉であるオーガスタ・リー、バイロンとの友情においてムーアのライバルであったジョン・ホブハウスの意見が勝ちを占めた。「史上最大の文学的犯罪」と呼ばれることになるが、ムーアの立ちあいのもとで家族の弁護士が現存するすべての原稿を破いてマレーの暖炉で燃やした。
メアリー・シェリーによって提供された書類の助けを借りて、ムーアは『バイロン卿の手紙と日記』（1831年）を出版した。
バイロンからの刺激により、ムーアは歌集『ギリシアの夕べ』（1826年）、および3世紀のエジプトを舞台とするムーア唯一の散文小説『エピキュリアン』（1827年）を書いた。この作品は「宗教性と混淆した半ばエロティックなロマンス」への需要を満たし、人気を得た。

## 主要な作品
英語版ウィキソースに本記事に関連した原文があります：Author:Thomas Moore (1779-1852)
- アナクレオンのオード Odes of Anacreon (1800)
- 故トマス・リトル氏詩集 Poetical Works of the Late Thomas Little Esq. (1801)
- アイリッシュ・メロディー（アイルランド歌曲集） Irish Melodies (10巻と補遺、1808-1834)
- 腐敗と不寛容 Corruption and Intolerance (1808)
- 傍受された手紙、または2ペンスの郵便袋 Intercepted Letters, or The Two-Penny Postbag (1813)
- 聖なる歌 Sacred Songs (1816)
- ララ・ルック Lalla Rookh (1817)
- パリのファッジ家 The Fudge Family in Paris (1818)
- 国民歌集 National Airs (6巻、1818-1828)
- 天使の恋 The Loves of the Angels (1823)
- キャプテン・ロックの回想 Memoirs of Caption Rock (1824)
- エピキュリアン The Epicurean (1827)
- バイロン卿の手紙と日記 Letters and Journals of Lord Byron (2巻、1830)
- エドワード・フィッツジェラルド卿の生涯 Life and Death of Lord Edward Fitzgerald (1831)
- アイルランド史 The History of Ireland (4巻、1835-1846)
- イギリスのファッジ家 The Fudge Family in England (1835)